# Іван Владислав
Іван Владислав (болг. Иван Владислав; ? — 1018) — цар Болгарії з серпня або вересня 1015 по лютий 1018.

## Біографія
Іван Владислав був сином Арона, брата царя Самуїла. В 987 році Самуїл наказав стратити Арона разом з усією родиною за зраду. Єдиним уцілілим родичем Самуїла виявився Іван Владислав, якого сховав двоюрідний брат, сина Самуїла і майбутній цар Болгарії Гаврило Радомир.

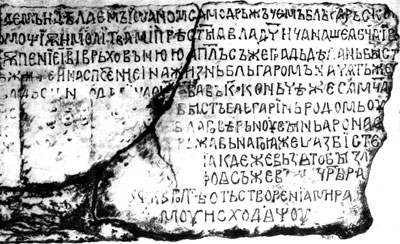
Бітола-напис на староболгарській мові часів Івана Владислава.

Подальша біографія Івана Владислава невідома до 1015 року, коли за наказом з Візантії він убив Гаврила Радомира на полюванні біля острова й сам захопив престол. Він здійснив заходи зі зміцнення свого становища та усунення суперників. Так, 1016 року він захопив і вбив князя Зети — Йована Володимира, одруженого з сестрою Гаврила Радомира — Косарою (відома як Теодора).
Хоча Іван Владислав був ставлеником Візантії і вів переговори з візантійським імператором Василем II, він досить швидко почав вести ту ж політику, що і його попередники — супротив завоюванню Болгарії Візантією. У 1015 році він відновив форт Бітола. У тому ж році проти нього було вчинено невдалий замах. Візантійські війська взяли Охрид, але не змогли взяти Перник і зазнали поразки в битві при Бітолі. За повідомленнями, що надійшли до Візантії, Іван Владислав вів переговори з печенігами про підтримку, як і багато його попередників.
Хоча візантійські війська помітно просунулися углиб Болгарії у 1016 році, Іван Владислав зміг організувати опір. У 1017 році болгари зазнали поразки в битві при Сетині, але війна не закінчилася, і взимку 1018 Іван Владислав почав облогу Дурреса. Під час битви біля міських стін він був убитий. Після його смерті, більша частина болгарської знаті і двору, включаючи дружину Івана Владислава — Марію перейшли на бік Василя II в обмін на збереження життя, статусу та власності. Менша частина, об'єднана навколо старших синів Івана Владислава, продовжувала опір ще кілька місяців, після чого змушена була здатися.